# Граф Ньюбург
Граф Ньюбург (англ. Earl of Newburgh) — наследственный титул в системе пэрства Шотландии.

## История
Титул граф Ньюбурга был создан 31 декабря 1660 года для Джеймса Ливингстона, 1-го виконта Ньюбурга (ок. 1622—1670), вместе с дополнительными титулами виконта Киннэрда и лорда Ливингстона.
В 1755 году после смерти Чарльза Ливингстона, 2-го графа Ньюбурга, титулы виконта Ньюбурга и баронета угасли.
Шарлотта Мэри Рэдклифф, 3-я графиня Ньюбург (ок. 1694—1755), была с 1724 года женой Чарльза Рэдклиффа, титулярного 5-го графа Дервентуотера (1693—1746). 4-й и 5-й графы Ньюбург носили титулы графов Дервентуотер, виконтов Лэнгли и Рэдклиффа, баронов Тиндаль из Тиндаля в графстве Нортумберленд (пэрство Англии).
В 1814 году после смерти Энтони Джеймса Рэдклиффа, 5-го графа Ньюбурга и 7-го графа Дервентуотер (1757—1814), титул перешел потомкам дочери Шарлотты Мэри Рэддклифф, 3-й графини Ньюбург по первому мужу, который также носил титул князя Джустиниани и герцога Мондрагоне в Италии. 6-м графом Ньюбург стал Винченцо Филиппо Джузеппе Гаспаро Гразилиано Джакобо Бальдассаро Мельхиор Доменико Джустиниани, 6-й князь Джустиниани и «де-юре» 6-й граф Ньюбург (1762—1826). Его дочь, Мария Сесилия Агата Анна Хосефа Лауренца Доната Мельхиора Бальдассара Гаспара Бандини, 7-я графиня Ньюбург (1796—1877), унаследовала от отца итальянские и шотландские титулы. Её преемником стал сын Сиджизмондо Никколо Венанцио Гаэтано Франциско Джустиниани-Бандини, 1-й князь Бандини-Джустиниани и 8-й граф Ньюбург (1818—1908). Также он носил титулы маркиза Бандини и князя Бандини-Джустиниани. В 1941 году после смерти Карло Джустиниани-Бандини, 9-го графа Ньюбурга, графский титул перешел к итальянскому роду Роспильози.
Нынешний (12-й) граф Ньюбург (род. 1942), итальянец по происхождению и проживает в Милане, носит несколько титулов: князь Роспильози Священной Римской империи, князь Роспильози в Ватикане, герцог Дзагароло, князь Кастильоне, маркиз Джулиана, граф Кьюза и барон ла Миралья и Калкорренте в Королевстве Обеих Сицилий и Итальянском королевстве, лорд Альдоне, Бурджио, Контесса и Траппето (титулы Рима), патриций Венеции, Генуи, Пистойи, Феррары и Равенны (знать Венеции и Генуи).

## Баронеты Ливингстон из Киннэрда (1627)
- 1627—1628: Сэр Джон Ливингстон, 1-й баронет (ум. 9 марта 1628), сын сэра Джона Ливингстона из Аберкорна (ум. ок. 1610)
- 1628—1670: Сэр Джеймс Ливингстон, 2-й баронет (ок. 1622 — 4 декабря 1670), единственный сын предыдущего, виконт Ньюбург с 1647 года и граф Ньюбург с 1660 года.

## Графы Ньюбург (1660)
- 1660—1670: Джеймс Ливингстон, 1-й граф Ньюбург (ок. 1622 — 4 декабря 1670), единственный сын и преемник 1-го баронета Ливингстона из Киннэрда
- 1670—1694: Чарльз Ливингстон, 2-й граф Ньюбург (ок. 1664 — 6 апреля 1694), второй сын предыдущего
- 1694—1755: Шарлотта Мария Рэдклифф, 3-я графиня Ньюбург (ок. 1694 — 4 августа 1755), единственная дочь предыдущего. 1-й муж с 1713 года — Томас Клиффорд (1687—1718), сын Хьюго Клифофрда, 2-го барона Клиффорда (1663—1730), и Энн Престон (ум. 1734), 2-й муж с 1724 года — Чарльз Рэдклифф (1693—1746), сын Эдварда Рэдклиффа, 2-го графа Дервентуотера, и Мэри Тюдор.
- 1755—1786: Джеймс Бартоломью Рэдклифф, 4-й граф Ньюбург и титулярный 6-й граф Дервентуотер (23 августа 1725 — 2 января 1786), старший сын предыдущей
- 1786—1814: Энтони Джеймс Рэдклифф, 5-й граф Ньюбург и титулярный 7-й граф Дервентуотер (20 января 1757 — 29 ноября 1814), единственный сын предыдущего. Бездетен
- 1814—1826: Винченцо Филиппо Джузеппе Гаспаро Гразилиано Джакомо Бальдассаро Мельхиор Доменико Джустиниани, 6-й князь Джустиниани, 6-й граф Ньюбург (2 ноября 1762 — 13 ноября 1826), сын Бенедитто Джустиниани, 5-го князя Джустиниани (1739—1793), и Сесилии Шарлотты Франчески Анны Махони, графини Махони (1740—1789), внук Энн Клиффорд (ум. 1793), дочери 3-й графини Ньюбург от первого брака
- 1826—1877: Мария Сесилия Агата Анна Хосефа Лауренция Доната Мельхиорра Бальдассара Гаспара Бандини, герцогиня Мондрагоне, 7-я графиня Ньюбург (5 февраля 1796 — 8 января 1877), дочь предыдущего и Марии Николетты ди Мондрагоне
- 1877—1908: Сиджизмондо Никколо Венанцио Гаэтано Франциско Джустиниани-Бандини, 1-й князь Бандини-Джустиниани, 8-й граф Ньюбург (30 июня 1818 — 3 августа 1908), единственный сын предыдущей и Чарльза Бандини, 4-го маркиза Бандини (ум. 1850)
- 1908—1941: Карло Джустиниани-Бандини, 2-й князь Бандини-Джустиниани, 9-й граф Ньюбург (1 января 1862—1941), второй сын предыдущего и Марии Софии Анжелики Массани (ум. 1898)
- 1941—1977: Мария София Дзузеппина Джустиниани-Бандини, 10-я графиня Ньюбург (4 мая 1889 — 30 апреля 1977), вторая дочь предыдущего
- 1977—1986: Джулио Чезаре Таддео Козимо Роспильози, 10-й граф Роспильози, 11-й князь Ньюбург (26 октября 1907—1986), сын Джамбаттисы Пио Сиджизмондо Франческо Роспильози (1877—1956) и Этель Джулии Бронсон (ум. 1924)
- 1986 — настоящее время: Филиппо Джамбаттиста Альдо Мария Камилло Франческо Роспильози, 11-й князь Роспильози и 12-й граф Ньюбург (род. 4 июля 1942), старший сын предыдущего
  - Наследница: Принцесса Мария Франческа Бенедетта Роспильози, леди Ньюбург (род. 4 июня 1974), единственная дочь предыдущего
    - Второй наследник: Карло Альбертарио (род. 2001), единственный сын предыдущей и Пьеро Альбертарио.